# Botryobasidium grandinioides
Botryobasidium grandinioides är en svampart som beskrevs av Hallenb. 1978. Botryobasidium grandinioides ingår i släktet Botryobasidium och familjen Botryobasidiaceae.   Inga underarter finns listade i Catalogue of Life.